# Jardin du Bataillon-de-l'ONU
Jardin du Bataillon-de-l'ONU je veřejný park, který se nachází v Paříži ve 4. obvodu na Place du Bataillon-Français-de-l'ONU-en-Corée. Park byl otevřen v roce 1998 a jeho rozloha činí 6830 m2.

## Poloha
Vstup do zahrady se nachází u domu č. 50 na Rue de l'Hôtel-de-Ville.

## Historie
Zahrada vznikla v roce 1998 na stejnojmenném náměstí. To bylo pojmenováno na počest francouzského praporu, který se pod záštitou OSN účastnil korejské války. V roce 2014 zahrada prošla renovací.